# Malus yunnanensis
Malus yunnanensis — вид рослин з роду яблуня (Malus). Ендемік для країн Азії.

## Поширення та середовище існування
Вид є ендемічним для М'янми та Китаю (провінції: Гуйчжоу, Хубей, Шеньсі, Сичуань, Тибетський автономний район, Юньнань). Зростає у мішаних лісах та біля струмків у долинах, на висоті від 1600 до 3800 метрів над рівнем моря. Віддає перевагу вологому ґрунту.

## Опис
Дерева до 10 метрів заввишки. Гілочки товсті та міцні. Бруньки темно-фіолетові, яйцеподібні, голі або рідко опушені по краю. Прилистки опадають, лінійні, розміром 6–8 мм, плівчасті, край рідко залозисто-зубчастий, верхівка гостра. Черешок від 2 до 3,5 см завдовжки. Листкова пластинка яйцеподібна, широкояйцеподібна або вузькоеліптично-яйцеподібна, від 6до 12 см завдовжки та від 4 до 7 см завширшки, знизу майже гола, основа округла або серцеподібна, кожна сторона 3–5-лопатева, верхівка гостра. Щиток зонтикоподібний, від 5 до 9 см у діаметрі. Квітконіжка розміром 1,5–3 см. Квітки приблизно 1,5 см в діаметрі. Гіпантій дзвониковий. Чашолистики трикутно-яйцеподібні, розміром 3–4 мм, приблизно такої ж довжини, як гіпантій, краї цілокраї, верхівка загострена. Пелюстки білі, майже круглі, приблизно 8 мм, верхівка заокруглена. Зав'язь 5-лопатева, з 2 насіннєвими зачатками. Цвіте у травні.Плодносить з серпня по вересень. Кількість хромосом 2n = 34.

## Використання
Використовується рослина як фрукт, плоди споживають вареними та сирими. Смак плодів кислуватий, але після заморожування дещо покращується.